# Ливрио (Бреша)
Ливрио је насеље у Италији у округу Бреша, региону Ломбардија.
Према процени из 2011. у насељу је живело 147 становника. Насеље се налази на надморској висини од 737 м.